# جان توماس
جان توماس (بالإنجليزية: Jan Thomas)‏ هي أكاديمية أسترالية، ولدت في 1962.